# Monarchieën in Europa

Huidige Europese monarchieën.
Huidige Europese republieken.

Dit artikel behandelt monarchieën in Europa. De monarchie was in de geschiedenis van Europa de dominante regeringsvorm tot de 20e eeuw, waarin de republiek ging overheersen.

## Geschiedenis

### Oorsprong

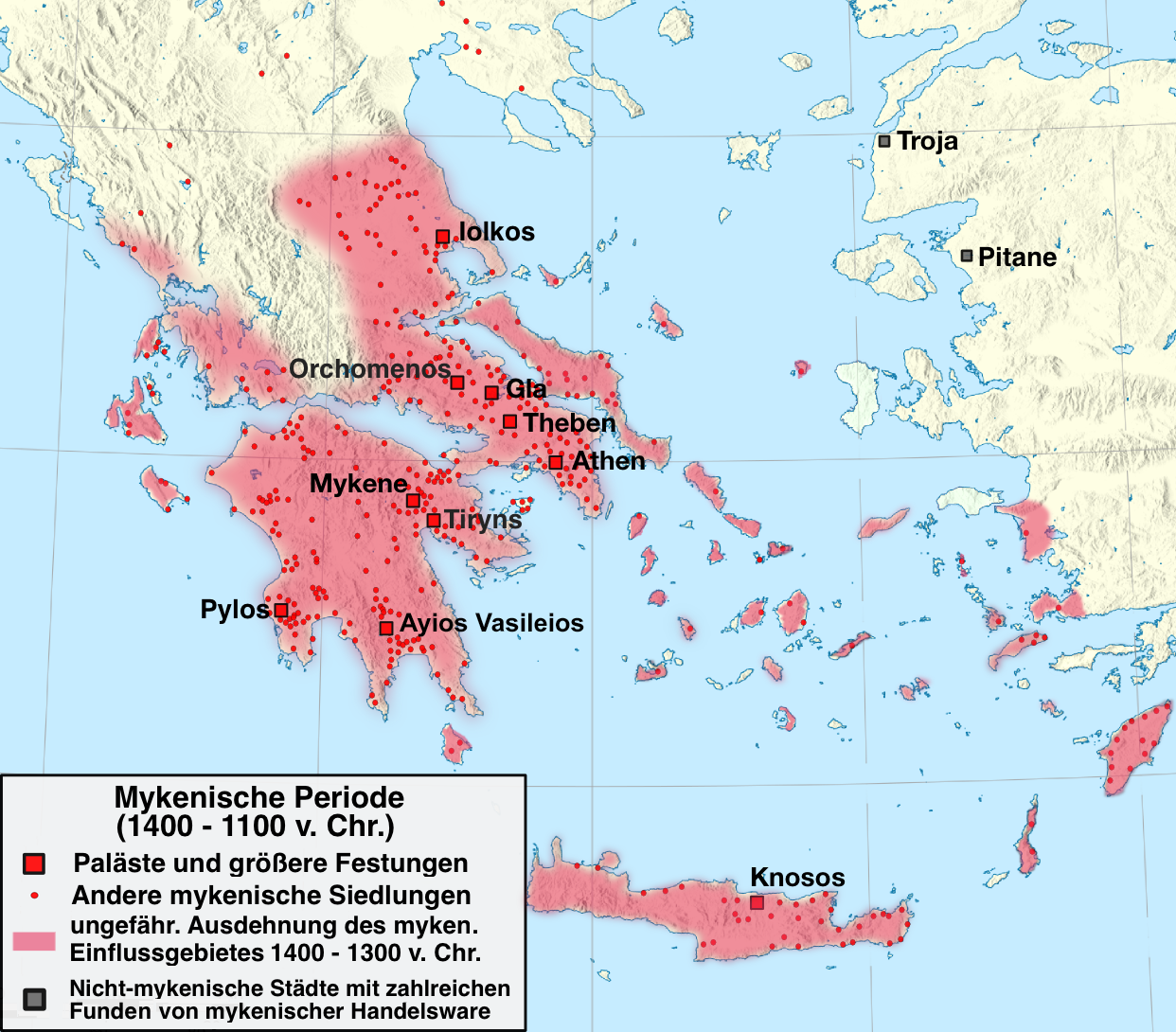
Kaart van de Myceense beschaving.

De notie van koningschap in Europa komt oorspronkelijk uit stamhoofdsystemen in de Europese prehistorie. De Minoïsche beschaving (ca. 3200–1400 v.Chr.) en Myceense beschaving (ca. 1600–1100 v.Chr.) geven de vroegste voorbeelden van monarchieën in het protohistorische Griekenland. Dankzij de ontcijfering van het Lineair B-schrift in 1952 is er vooral veel kennis over de maatschappij van de verschillende Myceense vorstendommen, waarin de koningen leiders waren van paleiseconomieën. De rol van koningen in de daaropvolgende duistere eeuwen (ca. 1200–800 v.Chr.) veranderde naar een grote herenboer met militaire macht.

### Archaïsche en klassieke oudheid

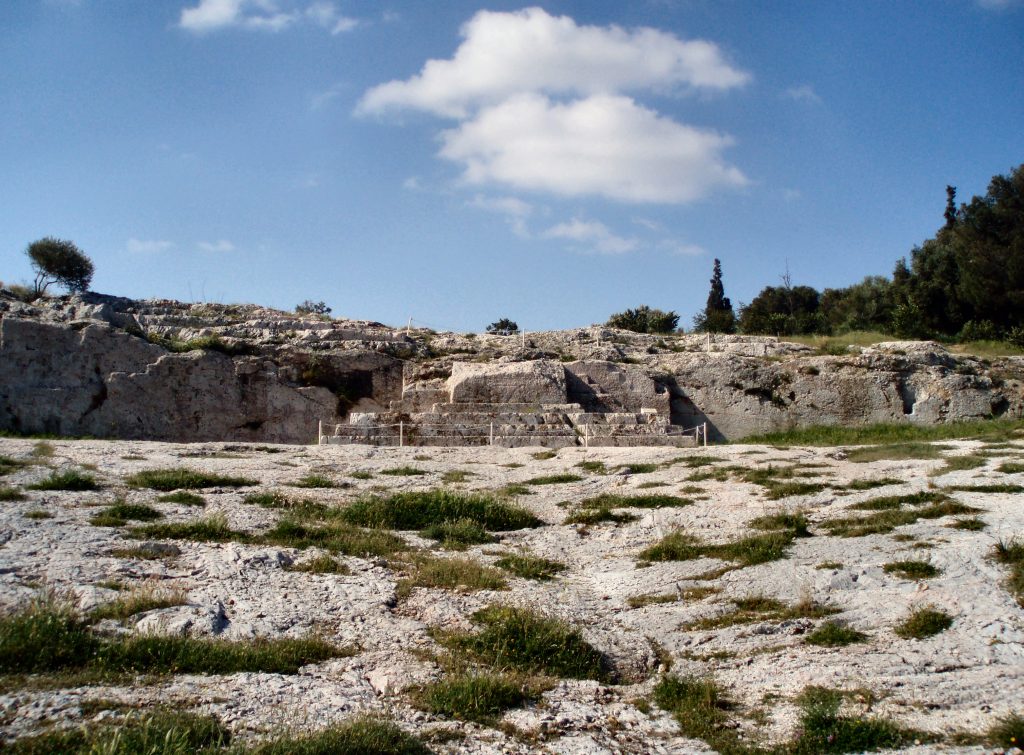
De Pnyx, als vergaderplek het hart van de Atheense democratie.

Sinds het begin van de oudheid stond de monarchie tegenover verscheidene republikeinse staatsvormen, waarbij de uitvoerende macht in handen was een aantal verschillende mensen, die op een bepaalde manier leiders kozen in plaats van door erfopvolging aanwezen. Tijdens de archaïsche periode (ca. 800–500 v.Chr.) verdween het koningschap in vrijwel alle Griekse poleis en ook in (het toen nog onbeduidende) Rome. De Griekse stadstaten werden na het verval van het koningschap aanvankelijk meestal geleid door adellijke groepen (aristocratie), waarna hun economische en militaire machtsbasis verviel en in bijna alle poleis twee generaties lang alleenheersers de macht wisten te grijpen (tirannie, 7e en vooral 6e eeuw v.Chr.), waarna er geleidelijk regeringsvormen onder leiding van welgestelden (oligarchie) ofwel van vergaderingen van vrije (mannelijke) burgers (democratie) tot stand kwamen in de Klassieke periode (vooral na 500 v.Chr.). De Atheense democratie (6e eeuw–322 v.Chr.) geldt als het bekendste voorbeeld van de laatste vorm; het klassieke Sparta (ca. 550–371 v.Chr.) was een militaristische polis met een merkwaardige mengvorm tussen monarchie (dubbelkoningschap), aristocratie (gerousia) en democratie (apella); de Romeinse Republiek (509–27 v.Chr.) had een gemengde constitutie van oligarchie, democratie en vooral aristocratie.

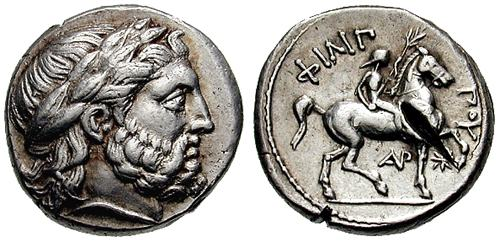
Macedonisch koning Philippus II verenigde alle Griekse poleis onder zijn kroon in 338 v.Chr.

De dominante poleis Athene en Sparta raakten verzwakt door onderlinge oorlogen, vooral de Peloponnesische Oorlog (431–404 v.Chr.) die Sparta won, werden verslagen en een tijd overheerst door Thebe (371–360 v.Chr.), waarna Sparta's rol was uitgespeeld. Ten slotte werd geheel Griekenland onderworpen door de Macedonische monarchie in 338 v.Chr., die een einde maakte aan de periode van vrije autonome stadstaten en in 322 v.Chr. ook aan de Atheense democratie. In de daaropvolgende hellenistische periode (334–30 v.Chr.) streden eerst allerlei diadochen (opvolgers van Alexander de Grote) om het Macedonische koningschap, in 277 v.Chr. definitief verworven door de Antigoniden. Ondertussen vestigde de Fenicische stadstaat Carthago, gelegen in het huidige Tunesië, behalve op de Noord-Afrikaanse kust vanaf de 6e eeuw ook verschillende koloniën op Sicilië, Sardinië, Corsica, de Balearen en in Zuid-Spanje. Het Carthaagse rijk begon (volgens de overlevering in 814 v.Chr.) als een monarchie, maar rond 480 v.Chr. werd het een republiek waarin suffeten ("rechters") de dienst uitmaakten. Ten slotte veroverde Rome geleidelijk (vooral na 350 v.Chr.) Italië en versloeg Carthago in de Punische oorlogen (264–146 v.Chr.). Macedonië werd in 168 veroverd door de Romeinen, die het verdeelden in vier republieken. Deze werden in 148 geannexeerd als Romeinse provincie, Griekenland in 146 ook, waarmee Rome heel geletterd Europa omvatte. De rest van Iberië, de Illyrische kust en uiteindelijk Gallië door generaal Julius Caesar werden toegevoegd aan de Romeinse Republiek, die echter institutioneel sterk in verval was. Caesar werd benoemd tot dictator en slaagde er bijna in een dynastie te vestigen, maar werd in 44 v.Chr. door een republikeinse samenzwering onder leiding van Marcus Junius Brutus vermoord.

### Romeinse Keizerrijk en nalatenschap

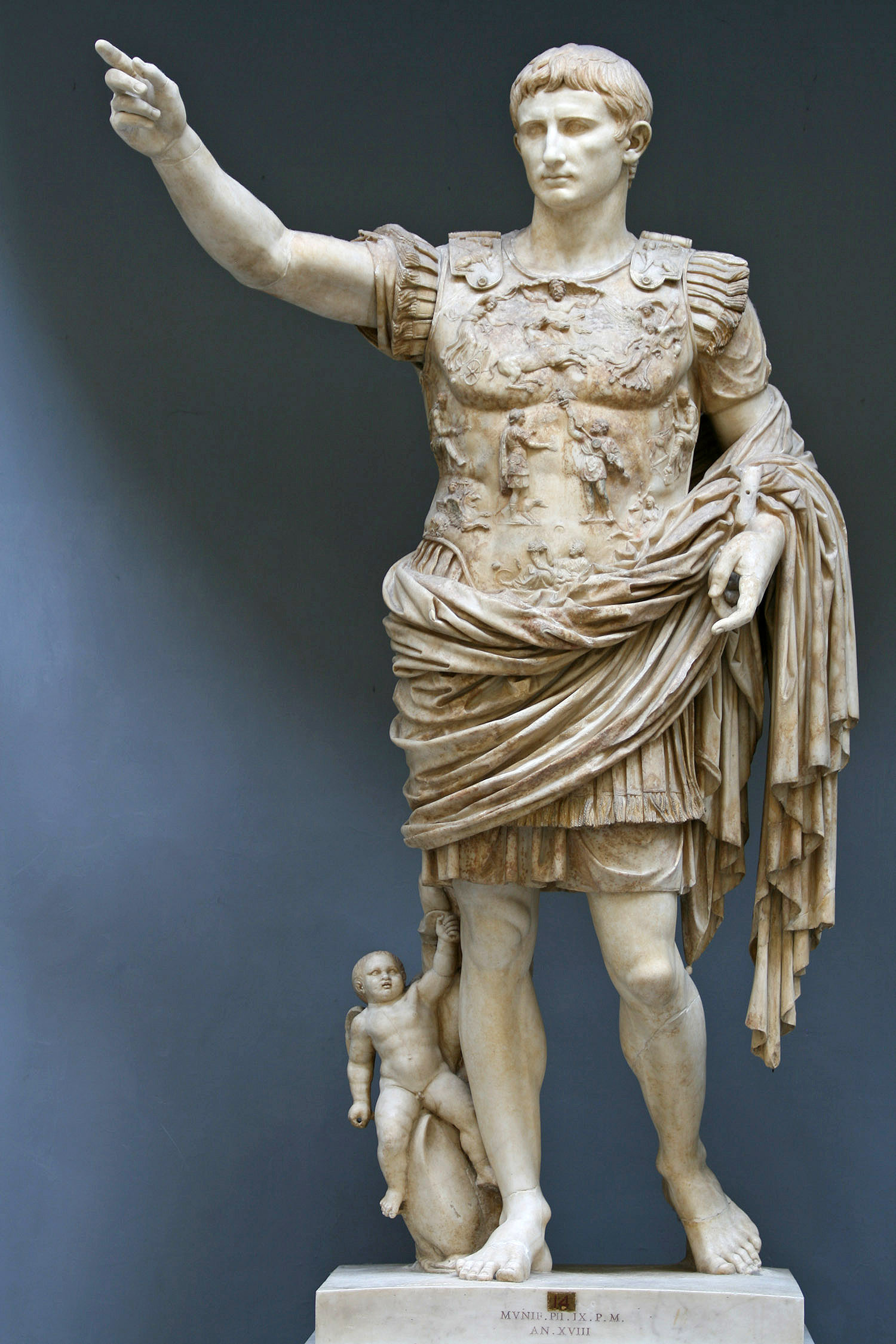
De eerste Romeinse keizer, Augustus (r. 27 v.Chr.–14 n.Chr.).

Caesars adoptiefzoon Octavianus won de daaropvolgende burgeroorlog en doopte de Romeinse Republiek om tot het Romeinse Keizerrijk in 27 v.Chr. Daarbij nam hij de naam Imperator Caesar Augustus aan met de bescheiden titel princeps ("eerste"), als ware hij primus inter pares ("eerste onder zijns gelijken"), hoewel hij in feite een monarchie had gesticht. Dit beperkte keizerschap (Principaat) werd in 284 versterkt door Diocletianus tot absolute heerschappij (Dominaat). Het Rijk erkende verschillende vazalkoninkrijken onder keizerlijke soevereiniteit; de meesten hiervan lagen in Azië, maar enkele vazalstamhoofden werden ook erkend door de Romeinse autoriteiten in Britannia. Vanaf de invoering van het christendom in de 4e eeuw gingen de Romeinse keizers zich beroepen op de gratie Gods, dat wil zeggen, men heeft het eigenlijk niet verdiend om te heersen, maar God heeft besloten deze heerschappij te schenken.
De meeste Germaanse koninkrijken die in de 5e eeuw werden gesticht (waaronder die van de Sueven, Bourgondiërs, Vandalen, Franken, Visigoten en Ostrogoten) erkenden de Romeinse keizer ten minste nominaal en zouden nog steeds munten slaan met het portret van de keizer tot ver in de 6e eeuw. Deze ontlening van koninklijk gezag aan het christelijke Romeinse Rijk zou de kern vormen van het middeleeuws Europese koningschap en ook de positie van de paus in de Latijnse christenheid. In West-Europa beriepen vorsten zich op de Romeinse traditie en/of de gratie Gods, soms ontvangen via pauselijke kroning (zoals Karel de Grote deed in 800 en van de 10e eeuw gebruikelijk werd in het Heilige Roomse Rijk), soms rechtstreeks van God (zoals gebruikelijk werd in Frankrijk).

### Middeleeuwen
Het Frankische bestuursstelsel bestond uit gouwen, waarover de keizer persoonlijk een gouwgraaf aanstelde en ook weer kon ontslaan of zelf een opvolger kiezen als deze overleed. Nadat het Frankische Rijk door troonstrijd uiteenviel in de late 9e eeuw en centrale controle verloren ging, werd het graafschap echter erfelijk en daardoor een soort monarchie in het klein. Het Germaanse militaire ambt van hertog werd in plaats van tijdelijk ook erfelijk vanaf de 9e eeuw en de 'stamhertogdommen' vormden als een soort deelmonarchieën de basis van het Oost-Frankische Rijk, later het Heilige Roomse Rijk. In Britannia trokken de Romeinen zich terug rond 410, terwijl Angelen, Saksen, Juten en andere Germanen zich vestigden in Engeland en, naast kleinere rijkjes, zeven koninkrijken dominant werden: de zogenaamde Heptarchie (ca. 500 tot 850).
Onder Germaanse edelen waren afstamming en Königsnähe (in koninklijke gunst zijn) van belang voor hun positie. Terwijl de Romeinse adel vooral in steden resideerde en bestuurstaken uitvoerde, woonde de vroegmiddeleeuwse adel eerder op het platteland en had primair een militaire functie. Graven en bisschoppen moesten troepen leveren aan de koning, die zij vaak zelf aanvoerden. Eeuwenlang werden Europese monarchieën gekenmerkt door troonstrijden binnen families, soms uitmondend in grote burgeroorlogen, tot geleidelijk overal het eerstgeboorterecht werd ingevoerd, dat bepaalde dat de oudste zoon het gehele bezit van zijn vader erfde. Dit begon in de 9e eeuw, werd overgenomen door de Capetingen ten tijde van Hugo de Grote midden 10e eeuw, werd kwam in de 12e eeuw in een stroomversnelling en werd voltooid in de 13e eeuw. Historicus Georges Duby toonde in zijn doctoraalthesis La société aux XIe et XIIe siècles dans la région mâconnaise (1952) aan –hetgeen later elders door andere historici werd bevestigd– dat de Frankische adel die ontstond in de vroege middeleeuwen vrijwel onveranderd aan de macht geweest in dezelfde gebieden in West-Europa tot aan de Franse Revolutie. Verhuizing en verheffing in de adelstand kwamen zelden voor. Bijna alle adellijke stambomen die zijn opgesteld in de 12e eeuw traceren hun oorsprong weliswaar naar de 10e eeuw, waarin burggraven erin slaagden territoriale dynastieën te stichten rondom de kastelen die zij namens de koning beheerden. Maar onderzoek heeft uitgewezen dat deze families al minstens vanaf de 8e eeuw behoorden tot de Karolingische elite. De politiek werd gekenmerkt door oorlogen, verdragen, huwelijken en gebiedshandel tussen tal van vorstelijke en adellijke huizen die ernaar streefden hun huismacht territoriaal steeds te vergroten, hun hiërarchische status (titulatuur) te verhogen en vazallen aan zich te binden of onderwerpen. Dynastieën zoals Habsburg gingen hierdoor overheersen.

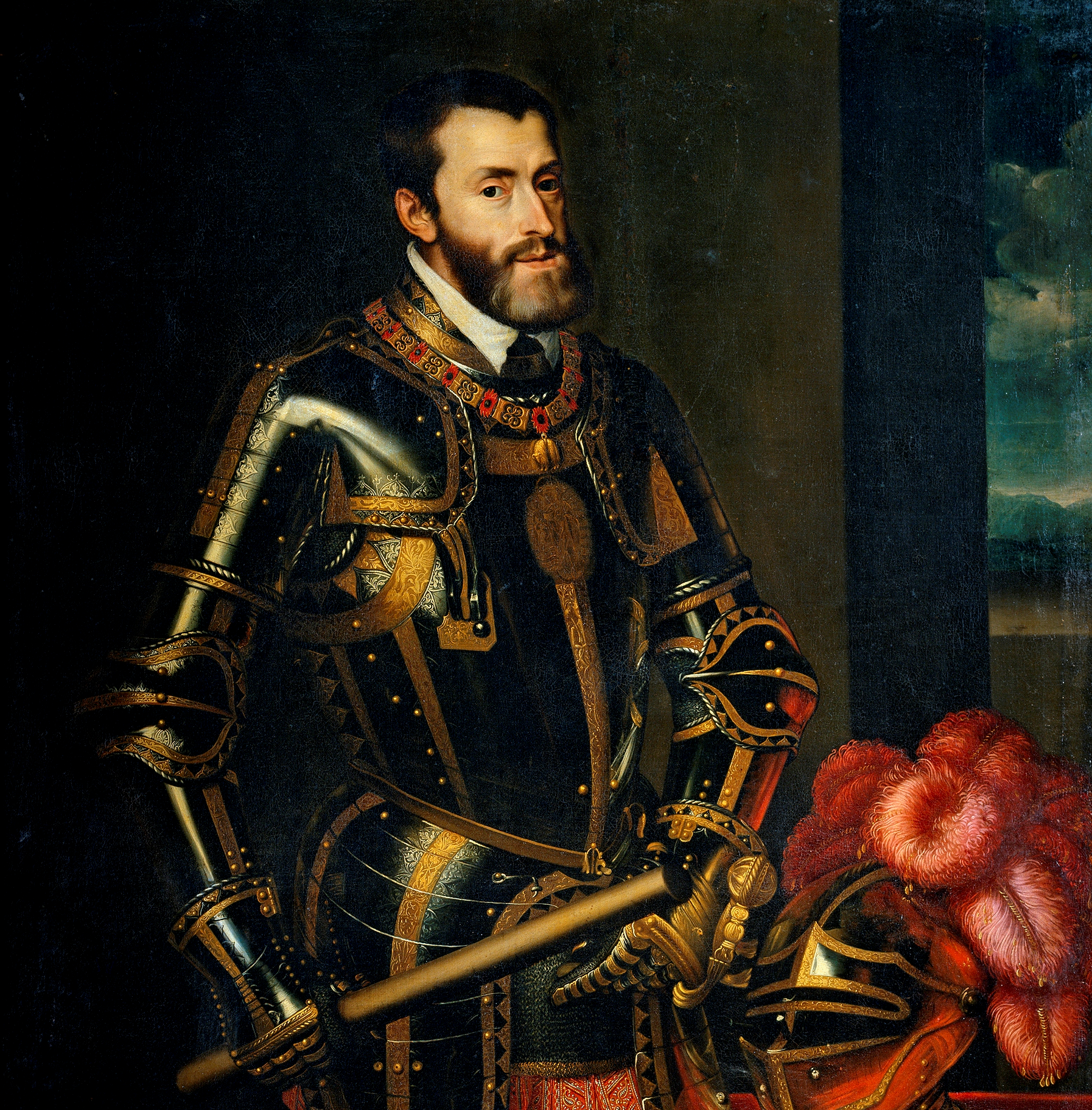
Keizer Karel V, mogelijk de machtigste Europese monarch ooit.

Effectieve belastingsstelsels ontbraken in de vroege en hoge middeleeuwen, in het begin mede door het ontbreken van een monetair stelsel dat was ingestort na het verdwijnen van het Romeinse Rijk; in plaats daarvan werd grondbezit het belangrijkste betaalmiddel. Hierdoor konden met name de vroegmiddeleeuwse Franse koningen hun vazallen niet belonen voor hun diensten omdat er geen veroveringen werden gedaan, waarna deze graven en hertogen autonoom begonnen op te treden. De Duitse rooms-koningen en keizers breidden nog eeuwenlang hun territorium uit in verschillende richtingen, hadden veel land te vergeven en daarom trouw volgende vazallen tot ongeveer 1200.
Vanaf de 14e eeuw slaagden koningen erin juristen en notarissen in dienst te nemen die wisten hoe een belastingstelsel theoretisch gerechtvaardigd en praktisch geregeld moest worden (dit werd mogelijk dankzij de oprichting van universiteiten). Een andere manier om als vorst te zorgen voor effectieve inkomsten, waarmee huurlingen konden worden betaald voor oorlog en geleerden in dienst genomen worden voor het bestuur, was het verlenen van stadsrechten aan de rijkste steden in ruil voor belastinggeld.
In de middeleeuwen werd de monarchie slechts uitgedaagd door stedelijke communes die konden uitgroeien tot stadsrepublieken. De Italiaanse maritieme republieken zoals de republiek Venetië (726–1797), de republiek Genua (1005–1797), de Florentijnse Republiek (1115–1531) en de republiek Siena (1125–1555); de republiek Novgorod (1136–1476); het Oude Zwitserse Eedgenootschap (1291–1798); de Republiek der Zeven Verenigde Nederlanden (1588–1795) en het Engelse Gemenebest (1649–1660).

### Vroegmoderne tijd

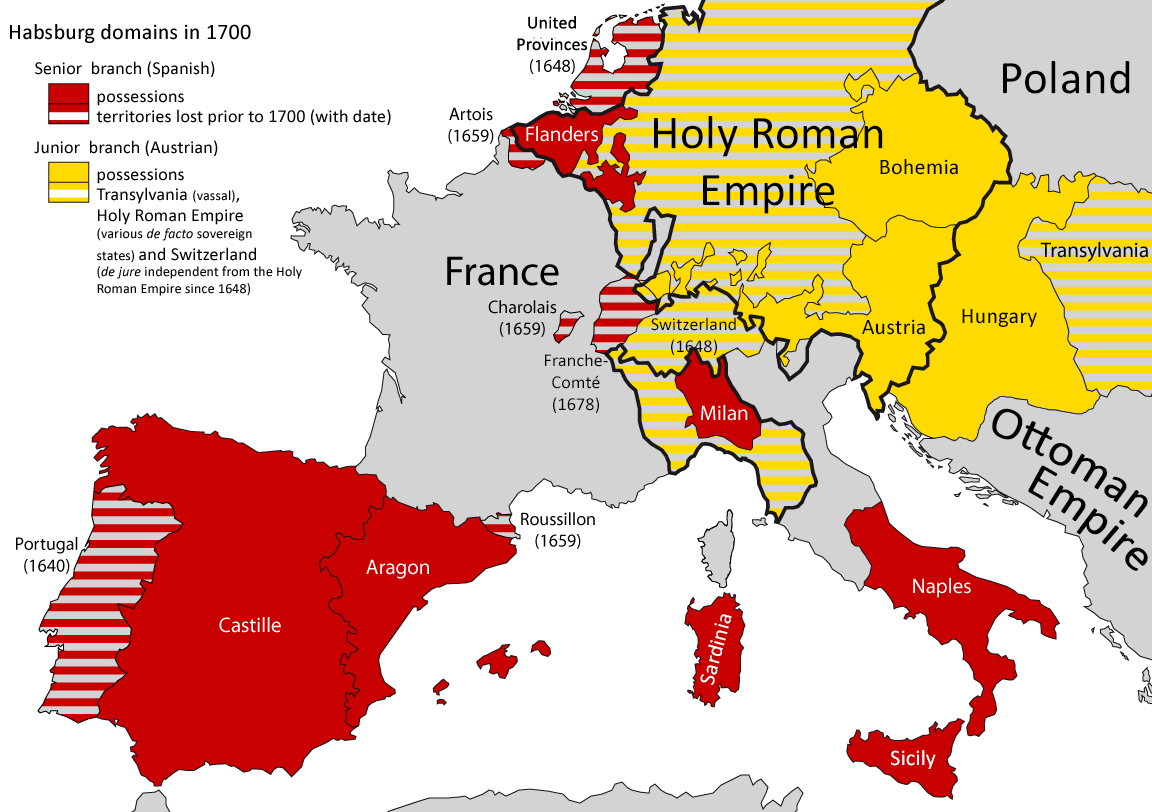
Habsburgse bezittingen in Europa.

In de 16e eeuw streefden monarchen, vooral die van het Spaanse Rijk zoals Keizer Karel V, ernaar hun feodale bestuur meer te centraliseren en versterken door de gewestelijke en stedelijke autonomie op te heffen en de adellijke privileges te beperken. De Reformatie werd door vooral veel Duitse vorsten aangegrepen om zich af te zetten tegen de paus en de keizer, omdat het lutheranisme een grotere rol toedichtte aan de koning.

Zonnekoning Lodewijk XIV: "L'état, c'est Moi." (De staat, dat ben ik)

In de 17e eeuw gingen onder meer de Pruisische en Franse koningen, met name 'Zonnekoning' Lodewijk XIV, nog een stap verder: de absolute monarchie. Volgens deze politieke theorie beschikt de vorst over volledig regerende autoriteit, en is hij niet door wetten gebonden, noch aan iemand verantwoording verschuldigd. De middeleeuwse gratie Gods (waarbij een koning nederig zijn positie aanvaardde uit handen van God, ook al was hij het eigenlijk niet waard) werd vervangen door het vroegmoderne droit divin oftewel goddelijk recht: God heeft de koning hoogstpersoonlijk aangesteld om te heersen omdat hij zeker de beste is. Lodewijk XIV probeerde ook van de 'zwaardadel' 'hofadel' te maken door ze bij hem in het Kasteel van Versailles te laten wonen. Hij wilde de edelen aan zich binden en voorkomen dat ze weer in opstand tegen het koninklijk gezag zouden komen zoals tijdens de Fronde (1648–53).
Republicanisme werd, vooral onder invloed van de Verlichtingsideeën zoals volkssoevereiniteit en het sociaal contract, gangbaarder in de vroegmoderne tijd, maar de monarchie bleef Europa overheersen tot aan de 20e eeuw. Een korte maar krachtige republikeinse episode was de Franse Revolutie en enkele jaren daarna (ca. 1790–1805), voordat Napoleon Bonaparte de Franse monarchie in de vorm van een keizerschap herstelde en alle zusterrepublieken ombouwde tot monarchieën bestuurd door zijn familieleden. Ook het reactionaire Congres van Wenen ontwierp een inter-statelijke Europese orde van monarchieën (behalve Zwitserland) die elkaar in stand moesten houden. Met uitzondering van Frankrijk (1848–52; sinds 1870) en Portugal (sinds 1910) hield dit systeem stand tot de Eerste Wereldoorlog. Wel brak de democratisering uiteindelijk door en evolueerde het koningschap in vooral West- en Noord-Europa geleidelijk toe naar een constitutionele monarchie, vooral na revoluties in 1830, 1848 en 1867. In Oost- en Zuid-Europa, waar de bevolking conservatiever was en de politiek reactionair, bleven monarchieën autoritair.

### 20e eeuw
Sinds het einde van de Eerste Wereldoorlog zijn de meeste Europese monarchieën afgeschaft. De Russische Revolutie van 1917 leidde tot de vorming van de Unie van Socialistische Sovjetrepublieken, de afscheiding van de Baltische republieken, Finland en Polen, de val van de Duitse keizerrijken in 1918 tot de Weimarrepubliek, de Eerste Oostenrijkse Republiek en Tsjecho-Slowakije en van het uiteengevallen Ottomaanse Rijk bleef de Republiek Turkije over. De Tweede Spaanse en Helleense republieken vielen echter na enkele jaren en de monarchie keerde er terug, terwijl in Ierland monarchistische rebellen het wonnen van republikeinse rebellen, die zich voorlopig moesten berusten in een Ierse Vrijstaat onder de Britse kroon.

Tijdens en in de nasleep van de Tweede Wereldoorlog grepen communisten de macht in de Balkan en beëindigden er alle monarchieën (Griekenland uitgezonderd), terwijl in Italië en IJsland referenda werden gehouden waarbij de bevolking voor afschaffing stemde en in Ierland (zonder Noord-Ierland) het parlement het Britse koningshuis definitief opzij zette. In 1960 riep Cyprus de republiek uit, in 1974 volgde Griekenland, terwijl in Spanje de dictatuur van Franco werd omgezet in een democratische, constitutionele monarchie in 1978.

### Territoriale evolutie 1714–heden

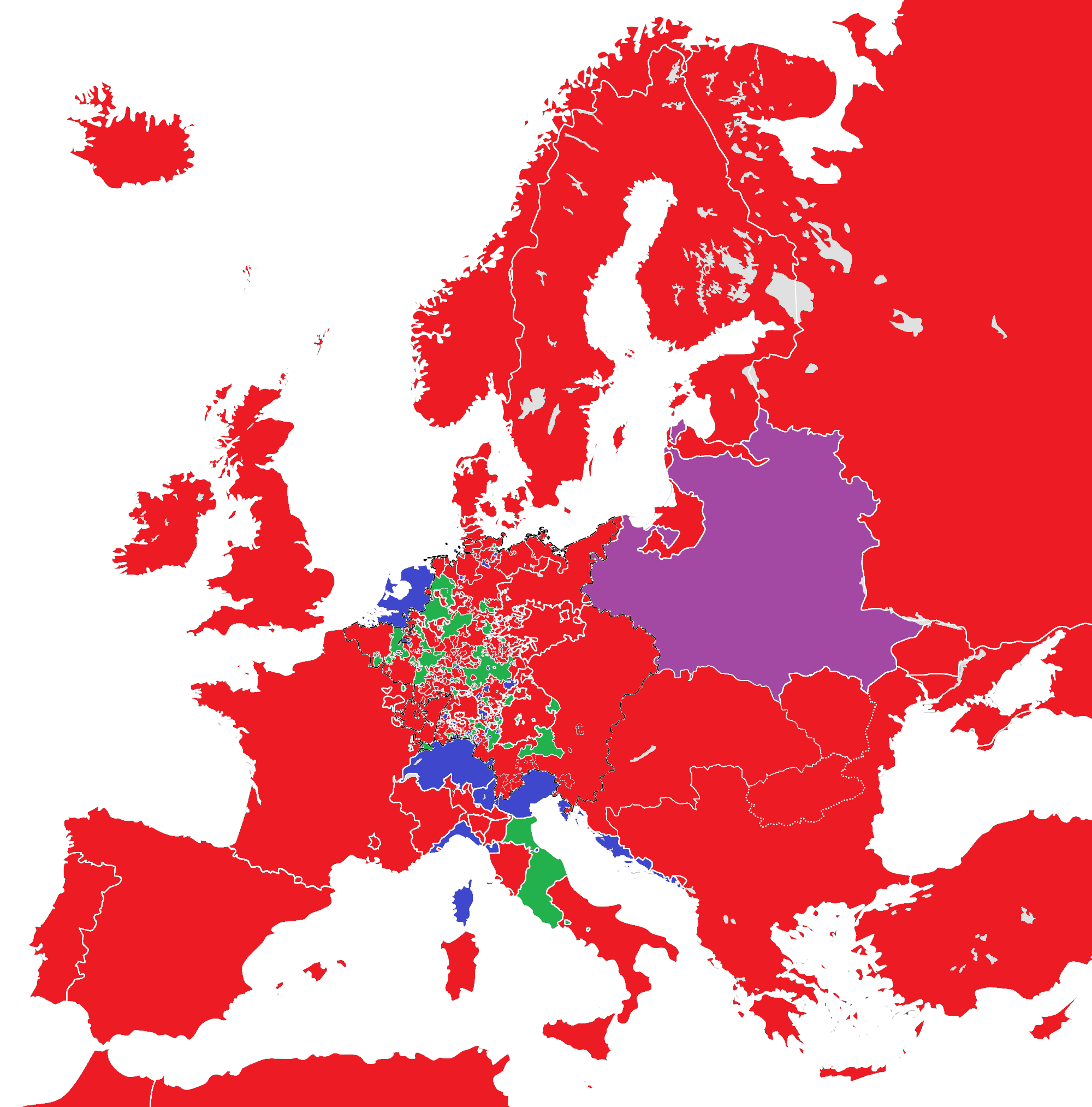
Europa 1714, na de Spaanse Successieoorlog.
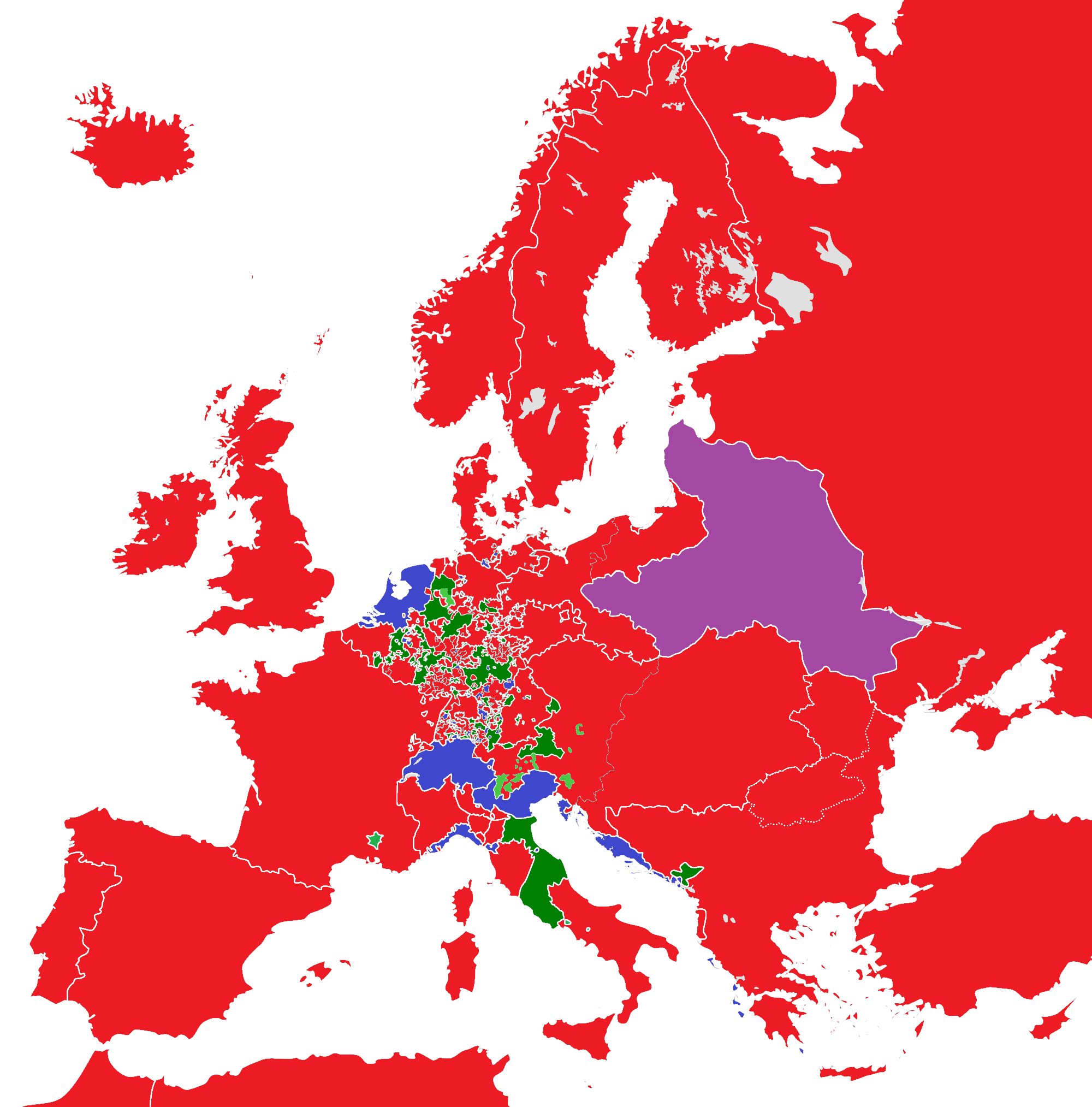
Europa 1789, vooravond van de Franse Revolutie.
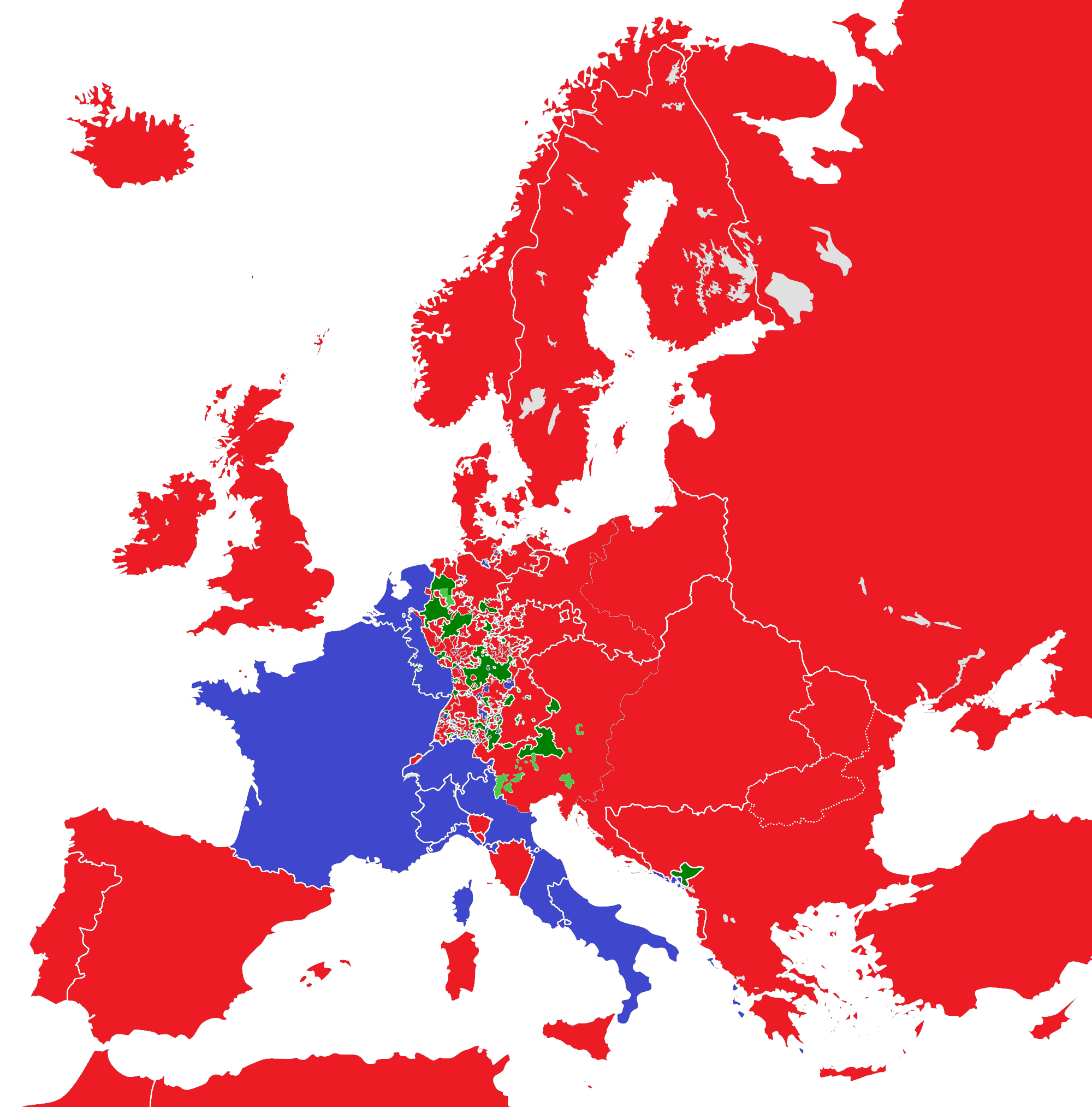
Europa 1799, nabij het einde van de Franse Revolutie.
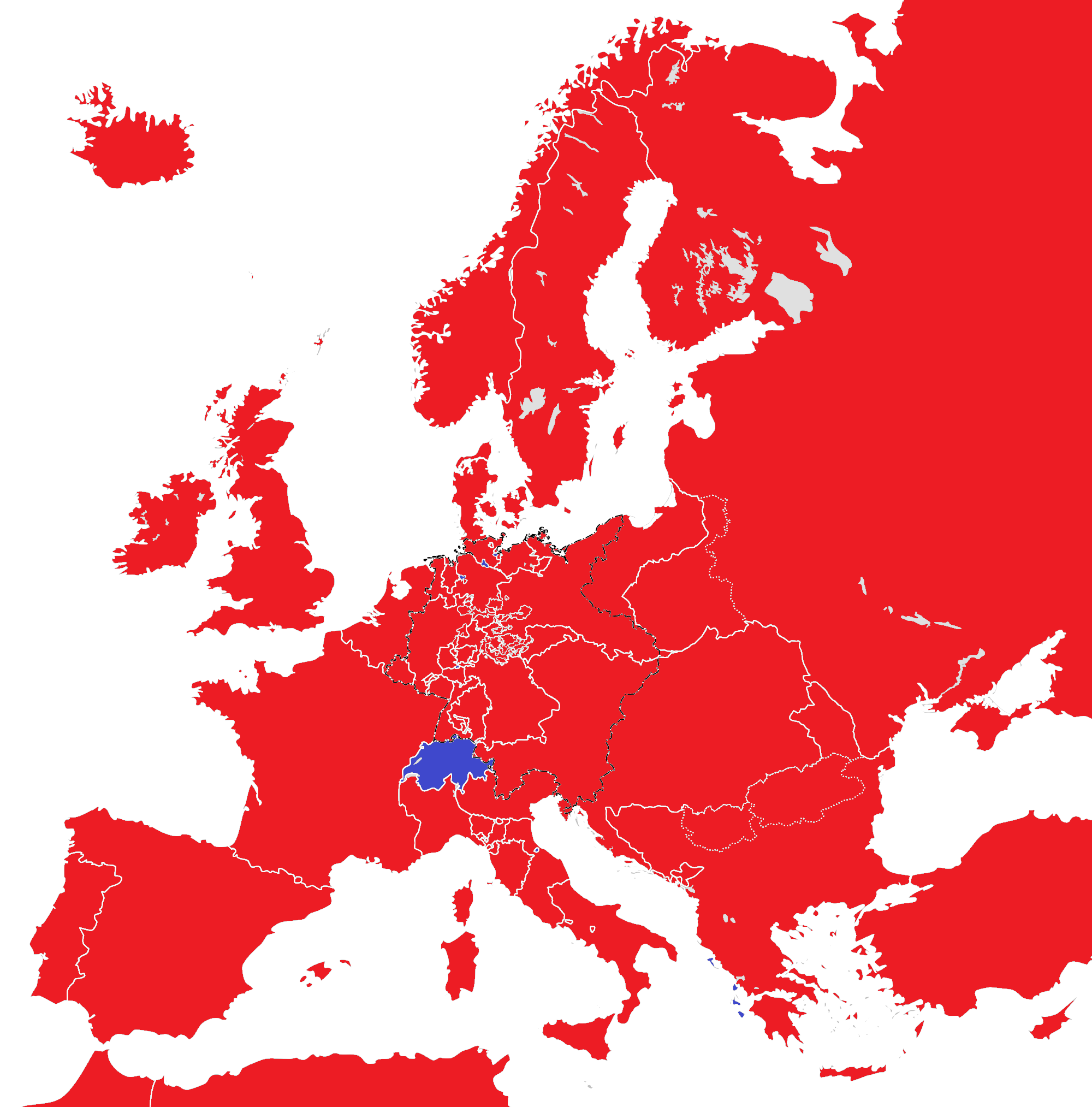
Monarchieën (55) en republieken (9) in 1815.
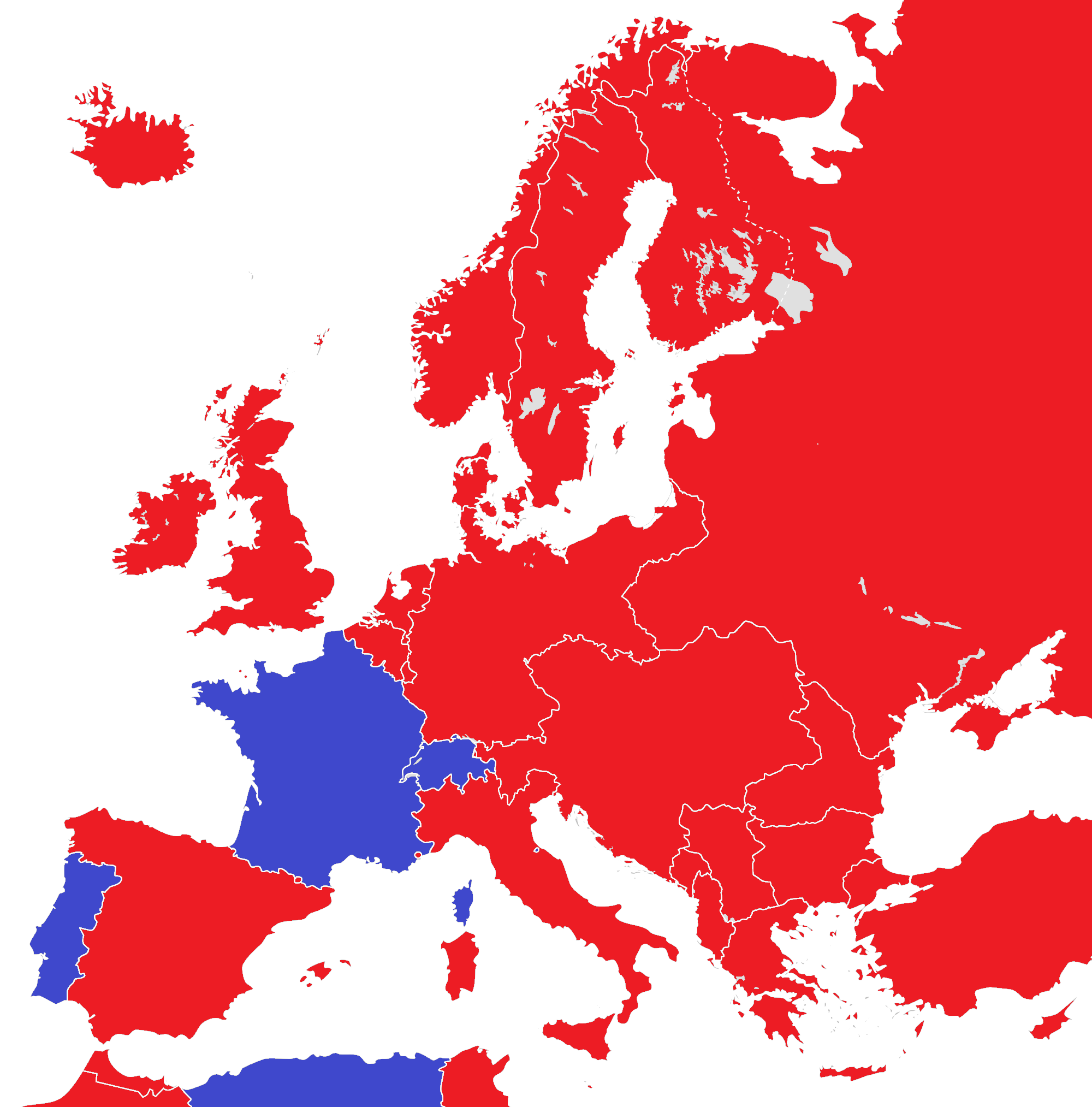
Monarchieën (22) en republieken (4) in 1914.
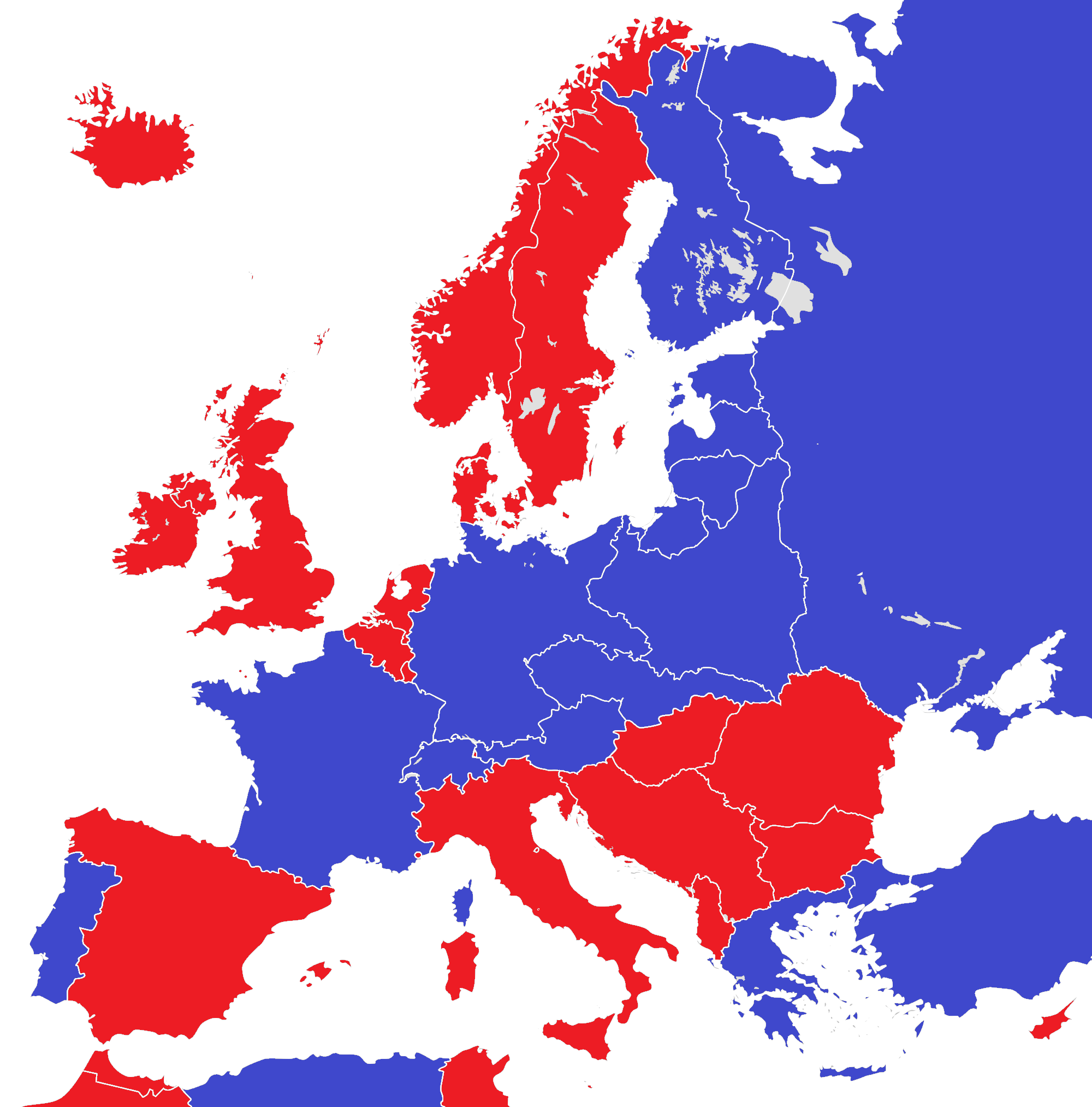
Monarchieën (20) en republieken (15) in 1930.
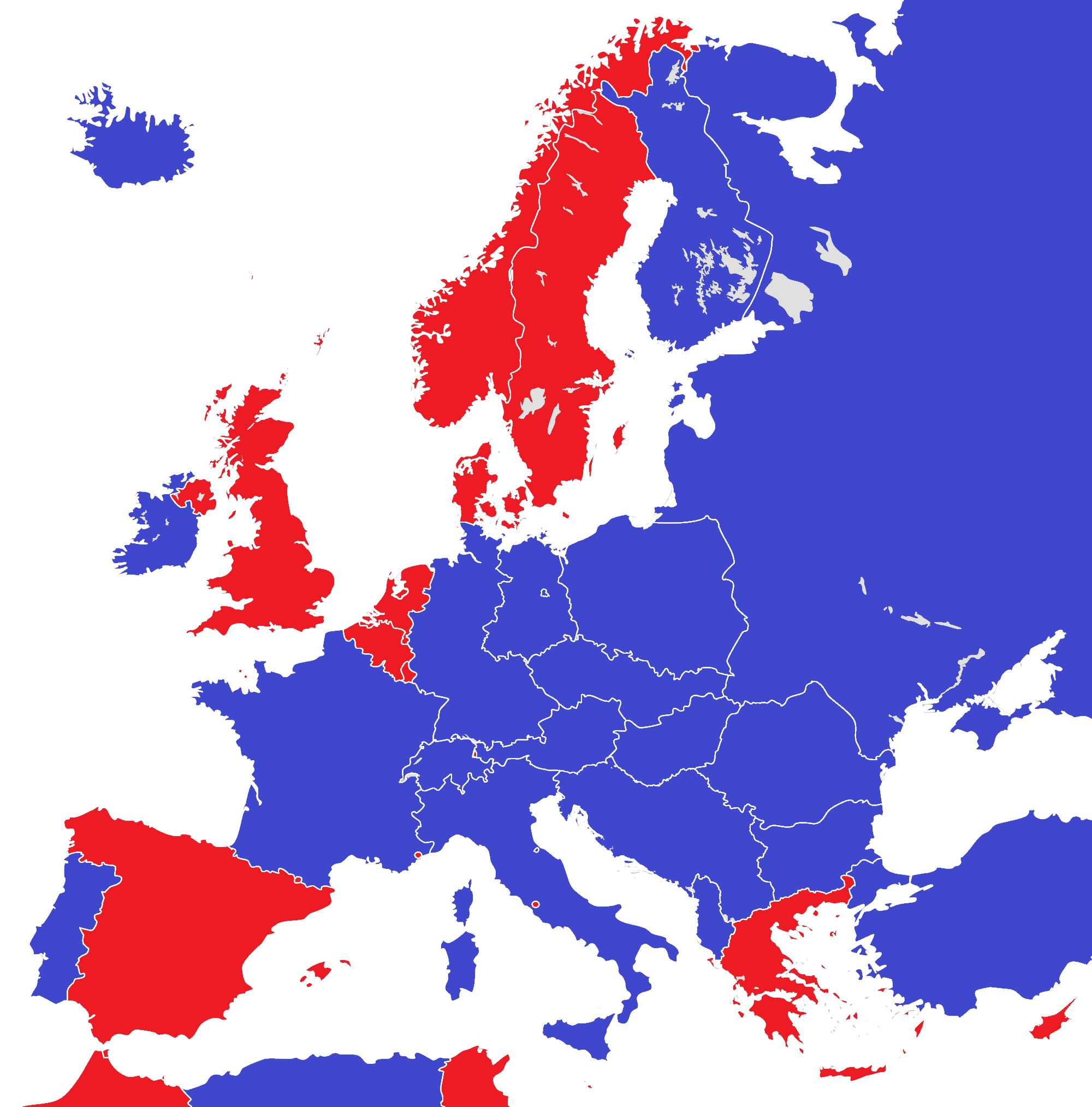
Monarchieën (13) en republieken (21) in 1950.
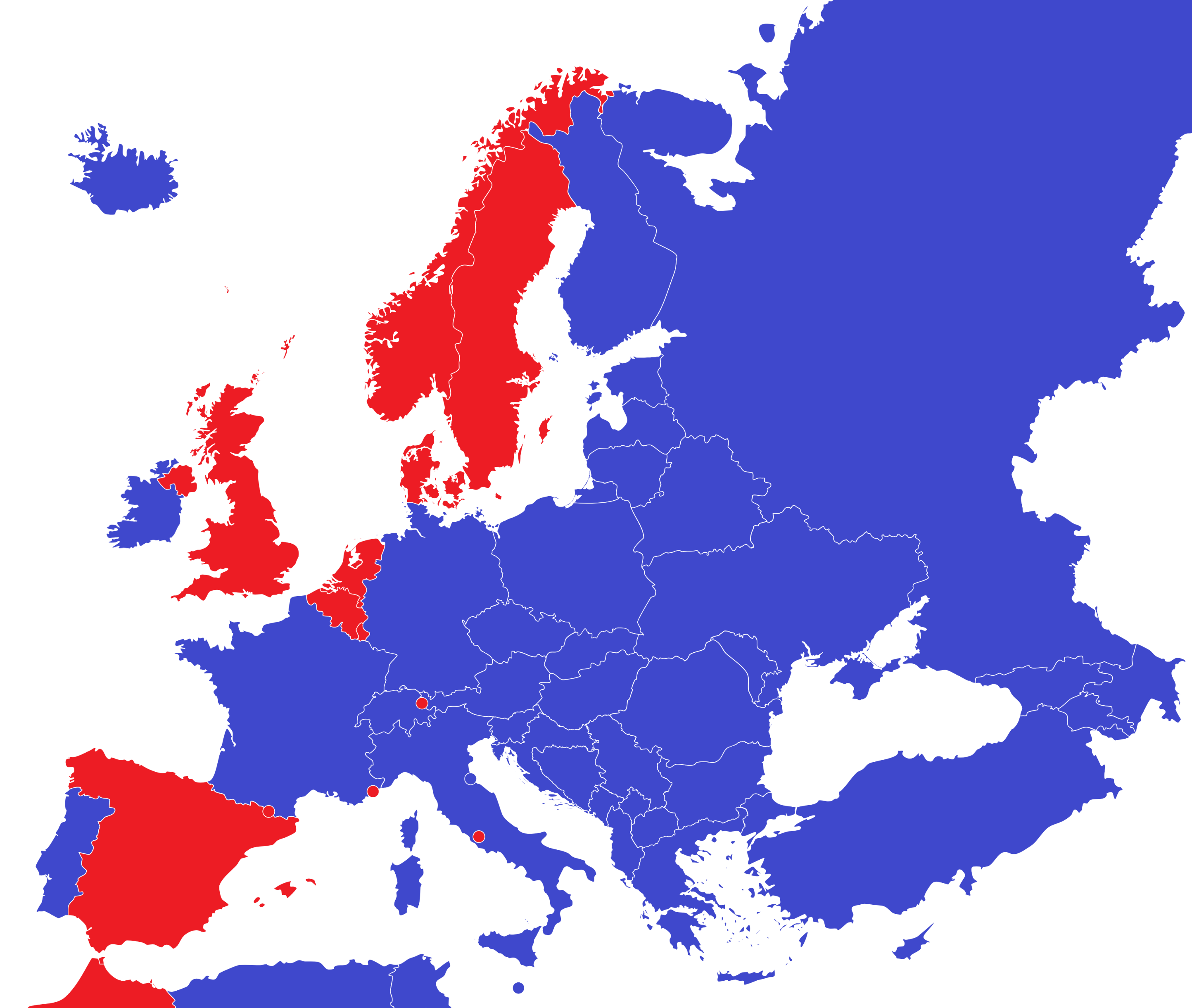
Monarchieën (12) en republieken (35) in 2015.

### Regeerperioden 1900–heden
- Wit geeft aan dat betreffend land in betreffende periode (in ieder geval de facto) een republiek was of niet onafhankelijk.
- Indien een vorst geen eigen veld heeft, maar slechts een streepje, dan heeft hij in de periode 1900-2000 slechts in één jaar geregeerd.
- De vorsten in het Duitse Keizerrijk zijn (afgezien van de keizer zelf) niet opgenomen.

## Heden
Tegenwoordig zijn er nog twaalf soevereine monarchieën in Europa. Van deze zijn er zeven een koninkrijk: Denemarken, Noorwegen, Zweden en het Verenigd Koninkrijk van Groot-Brittannië en Noord-Ierland hebben een pre-moderne oorsprong; de koninkrijken der Nederlanden en België werden gesticht in respectievelijk 1815 en 1830; het koninkrijk Spanje, ontstaan uit een personele unie van 1479 tussen Castilië en Aragon die in 1716 tot eenheid werd gesmeed, werd tweemaal onderbroken in 1873–74 en 1931–39, maar is hersteld in 1947/69 en ging in 1978 over tot een constitutionele monarchie.
De vorstendommen Andorra, Liechtenstein en Monaco en het Groothertogdom Luxemburg werden hersteld als soevereine staten na de Coalitieoorlogen. Vaticaanstad is bij het Verdrag van Lateranen (1929) door Mussolini's Italië erkend als soevereine staat, bestuurd door de Heilige Stoel.
Tien van deze monarchieën zijn erfelijk en twee zijn kiesmonarchieën: Vaticaanstad (de paus, gekozen in conclaaf) en Andorra (eigenlijk heeft het een half-gekozen dubbelheerschappij, aangezien de door het volk gekozen president van Frankrijk en de door de paus aangestelde bisschop van Urgell samen regeren).

### Tabel van monarchieën in Europa
| Staat               | Type           | Opvolging | Dynastie                                 | Titel       | Huidig                       | Foto | Geboren           | Regeert sinds     | Troonopvolger                                                              |
| ------------------- | -------------- | --- | ---------------------------------------- | ----------- | ---------------------------- | ---- | ----------------- | ----------------- | -------------------------------------------------------------------------- |
| Andorra             | co-vorstendom  | benoemde/gekozen diarchie | —                                        | co-vorst    | Josep-Lluís Serrano Pentinat |      | 19 maart 1977     | 31 mei 2025       | geen; benoemd door de paus                                                 |
| Andorra             | co-vorstendom  | benoemde/gekozen diarchie | —                                        | co-vorst    | Emmanuel Macron              |      | 21 december 1977  | 14 mei 2017       | geen; opvolger wordt gekozen bij de volgende Franse presidentsverkiezingen |
| België              | koninkrijk     | gelijk eerstgeboorterecht | Saksen-Coburg en Gotha                   | koning      | Filip                        |      | 15 april 1960     | 21 juli 2013      | kroonprinses Elisabeth (oudste kind)                                       |
| Denemarken          | koninkrijk     | gelijk eerstgeboorterecht | Sleeswijk-Holstein-Sonderburg-Glücksburg | koning      | Frederik X                   |      | 26 mei 1968       | 14 januari 2024   | kroonprins Christian (oudste kind)                                         |
| Liechtenstein       | vorstendom     | mannelijk eerstgeboorterecht                                                                                                 | Liechtenstein                            | vorst       | Hans Adam II                 |      | 14 februari 1945  | 13 november 1989  | erfprins Alois (oudste zoon)                                               |
| Luxemburg           | groothertogdom | gelijk eerstgeboorterecht voor nageslacht van huidige groothertog, mannelijk eerstgeboorterecht voor mensen lager in de lijn | Nassau-Weilburg                          | groothertog | Hendrik                      |      | 16 april 1955     | 7 oktober 2000    | erfgroothertog Willem (oudste kind)                                        |
| Monaco              | vorstendom     | eerstgeboorterecht met mannelijke voorkeur                                                                                   | Grimaldi                                 | vorst       | Albert II                    |      | 14 maart 1958     | 6 april 2005      | erfprins Jacques (enige legitieme zoon)                                    |
| Nederland           | koninkrijk     | gelijk eerstgeboorterecht | Oranje-Nassau                            | koning      | Willem-Alexander             |      | 27 april 1967     | 30 april 2013     | kroonprinses Catharina-Amalia (oudste kind)                                |
| Noorwegen           | koninkrijk     | eerstgeboorterecht met mannelijke voorkeur voor volgende generatie, daarna gelijk eerstgeboorterecht                         | Sleeswijk-Holstein-Sonderburg-Glücksburg | koning      | Harald V                     |      | 21 februari 1937  | 17 januari 1991   | kroonprins Haakon (enige zoon)                                             |
| Spanje              | koninkrijk     | eerstgeboorterecht met mannelijke voorkeur                                                                                   | Bourbon                                  | koning      | Felipe VI                    |      | 30 januari 1968   | 19 juni 2014      | kroonprinses Leonor (oudste dochter)                                       |
| Vaticaanstad        | pausdom        | kiesmonarchie | —                                        | paus        | Leo XIV                      |      | 14 september 1955 | 8 mei 2025        | geen; opvolger gekozen in conclaaf                                         |
| Verenigd Koninkrijk | koninkrijk     | gelijk eerstgeboorterecht voor mensen geboren na 28 oktober 2011, verder eerstgeboorterecht met mannelijke voorkeur          | Windsor (Saksen-Coburg en Gotha)         | koning      | Charles III                  |      | 14 november 1948  | 8 september 2022  | kroonprins William (oudste zoon)                                           |
| Zweden              | koninkrijk     | gelijk eerstgeboorterecht | Bernadotte                               | koning      | Karel XVI Gustaaf            |      | 30 april 1946     | 15 september 1973 | kroonprinses Victoria (oudste kind)                                        |
| 1. 2. 3. 4.         |                | |                                          |             |                              |      |                   |                   |                                                                            |

### Beschrijvingen

#### Andorra
Andorra is een co-vorstendom sinds het paréageverdrag van 1278, toen de graaf van Foix en de bisschop van Urgell afspraken om de soevereiniteit over het binnenstaatje te delen. Nadat de titel van graaf van Foix was overgegaan op de koningen van Navarra en Hendrik van Navarra Hendrik IV van Frankrijk was geworden, werd in 1607 een edict uitgevaardigd waarbij het Franse staatshoofd de wettige opvolger van de graaf van Foix was met betrekking tot de paréage. Andorra werd door het Eerste Franse Keizerrijk geannexeerd samen met Catalonië in 1812–1813. Na de val van het Rijk werd Andorra weer onafhankelijk.

#### België
België is sinds de eedaflegging van Leopold I van Saksen-Coburg-Gotha op 21 juli 1831 een koninkrijk geweest na zich eenzijdig onafhankelijk te hebben verklaard van het Verenigd Koninkrijk der Nederlanden. Na korte militaire confrontaties heeft het noorden, nadien simpelweg bekend als Nederland, deze onafhankelijkheid in 1839 erkend. Als late imperialistische Europese macht slaagde België erin een reusachtig territorium in Centraal-Afrika te koloniseren onder de naam Kongo-Vrijstaat, hetgeen het persoonlijk bezit werd van koning Leopold II, totdat de regering het bestuur in 1908 overnam. Tijdens de Koningskwestie (1950) waren de Walen in meerderheid tegen terugkeer van koning Leopold III, die zou hebben gecollaboreerd met Adolf Hitler tijdens de Tweede Wereldoorlog. De Vlamingen waren echter in meerderheid vóór. Het totaal kwam hiermee op 57%, maar nadat dit tot zo veel onrust en protesten in het land leidde, besloot de koning toch af te treden ten voordele van zijn zoon Boudewijn (16 juli 1951). Dit heeft nog lang tot spanningen geleid tussen de twee taalgemeenschappen. Bij de Abortuskwestie van 1990 wankelde de monarchie opnieuw kort. Tegenwoordig gaan er stemmen op om de Belgische koning een zuiver protocollaire functie te geven of de monarchie geheel af te schaffen, maar een krappe meerderheid lijkt voorstander van het huidige koningshuis te blijven.

#### Denemarken

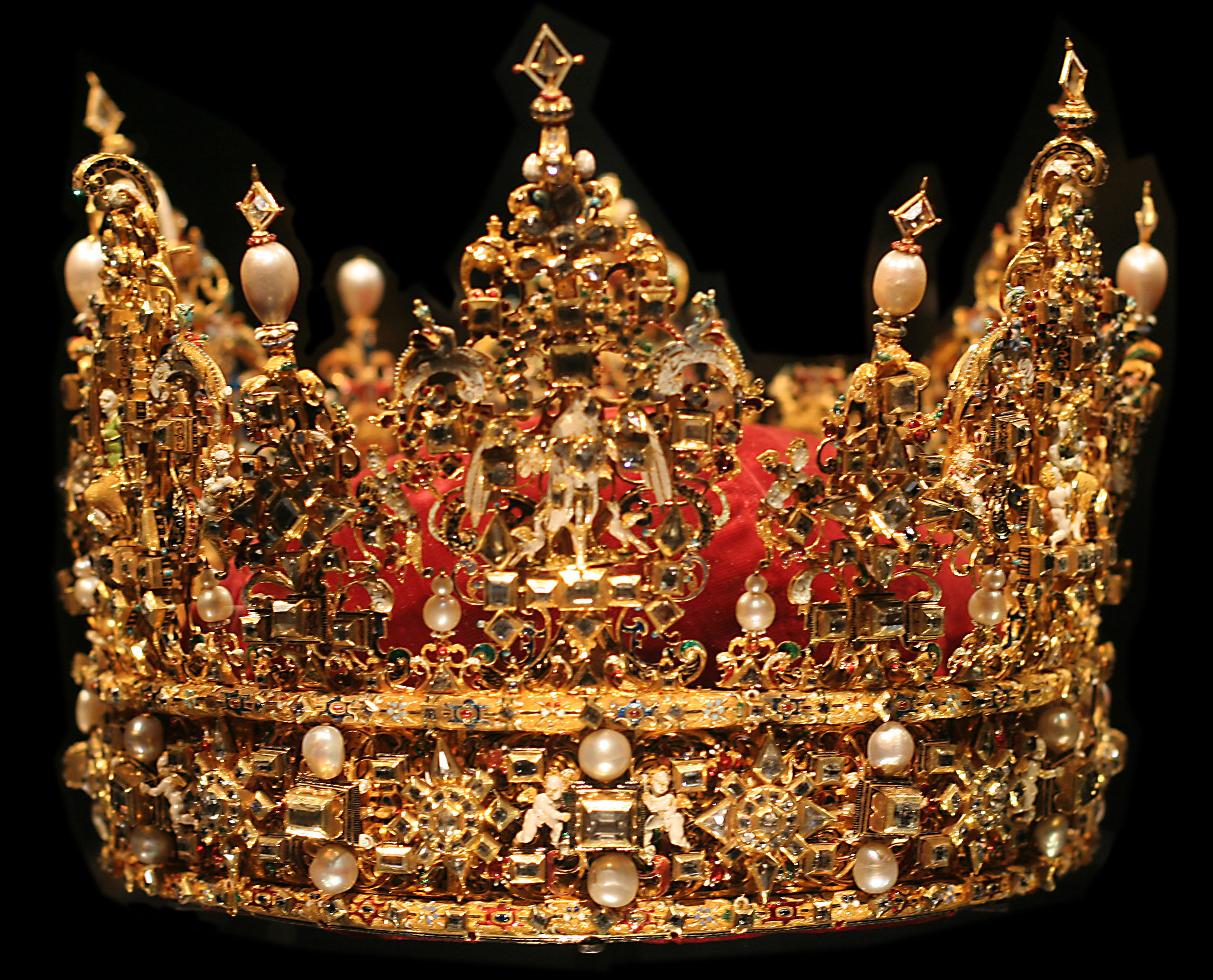
De kroon van Christiaan IV.

In Denemarken is de precieze oorsprong van de monarchie onbekend. Volgens Adam van Bremen en de keizerlijke annalen zou er in de 9e eeuw al ene koning Godfred zijn geweest. Na 960 ging Harald Blauwtand over op het christendom. De koningen wisten hun macht uit te breiden over Jutland, de Deense archipel tussen het Kattegat en de Oostzee, Sleeswijk-Holstein, zuidelijk Zweden, de Faeröer-eilanden, IJsland en Groenland. In 1397 slaagde Margaretha I van Denemarken erin om de Unie van Kalmar te smeden tussen Denemarken, Noorwegen en Zweden (inclusief Finland). Deze tripelmonarchie bestond tot Zweden zich afscheidde in de vroege 16e eeuw, waarna Noorwegen in 1536 werd gedegradeerd tot een Deense provincie onder de naam koninkrijk Denemarken en Noorwegen. In 1658 verloor Denemarken Skåne aan Zweden. Wegens zijn pro-Franse houding in de napoleontische oorlogen werd in 1814 op het Congres van Wenen Noorwegen van Denemarken afgepakt en aan Zweden gegeven. In de 19e eeuw ontstond op IJsland een nationalistische beweging, die eerst een onafhankelijk koninkrijk onder Deense kroon bewerkstelligde in 1916, maar tijdens de Tweede Wereldoorlog, toen de rest van Denemarken door nazi-Duitsland bezet was, in 1944 de Republiek IJsland uitriep. De Faeröer en Groenland zijn tot op heden deel van het Koninkrijk Denemarken en daarom heeft de monarch geen aparte titel voor deze rijksdelen, maar ze hebben wel zelfbestuur en behoren bijvoorbeeld niet tot de Europese Unie. Anno 2004 steunde 80% van de Deense bevolking de monarchie.

#### Liechtenstein
Liechtenstein werd op 23 januari 1719 door keizer Karel VI opgericht door de samengevoegde heerlijkheid Schellenberg en graafschap Vaduz te verheffen tot vorstendom. Liechtenstein was onderdeel van het Heilige Roomse Rijk tot de Vrede van Presburg (1805). In 1806 werd Liechtenstein soeverein, maar het zou wel nog lid zijn van de Rijnbond en de Duitse Bond tot 1866. Tot de Eerste Wereldoorlog was Liechtenstein in verbond met Oostenrijk-Hongarije, maar daarna richtte het zich op Zwitserland. In 1921 werd het landje een constitutionele monarchie, maar in de vroege 21e eeuw maakte Hans Adam II aanspraak op meer invloed in de Liechtensteinse politiek. Bij een referendum op 16 maart 2003 werd hem die verleend, waarmee Liechtenstein weer een semi-constitutionele monarchie werd. De Grondwetswijziging voorziet echter ook in de mogelijkheid voor een referendum om de monarchie geheel af te schaffen. Op 15 augustus 2004 droeg Hans Adam het dagelijks bestuur over aan zijn zoon en opvolger Alois.
België (België) · Bernadotte (Zweden) · Bourbon (Spanje) · Grimaldi (Monaco) · Liechtenstein (Liechtenstein) · Nassau-Weilburg (Luxemburg) · Oranje-Nassau (Nederland) · Sleeswijk-Holstein-Sonderburg-Glücksburg (Denemarken/Noorwegen) · Windsor (Verenigd Koninkrijk)

Na 1918 onttroond:
Hohenzollern-Sigmaringen (Roemenië) · Karađorđević (Joegoslavië) · Saksen-Coburg en Gotha (Bulgarije) · Savoye (Italië/Savoye/Albanië/Kroatië) · Sleeswijk-Holstein-Sonderburg-Glücksburg (Griekenland) · Zogoe (Albanië)